# Custar (Ohio)
Custar est un village américain situé dans le comté de Wood, dans l’Ohio. Selon le recensement de 2010, sa population est de 179 habitants.